# 昭栄
昭栄株式会社（しょうえい）は、東京都千代田区に本社を置く、不動産を軸とした投資事業を行っていた会社。オフィスビル・商業ビル等の賃貸・開発を行う「不動産事業」、自社保有株の運用を行う「有価証券投資事業」、環境事業などに投資を行う「事業投資」等を行っていた。2012年7月1日、ヒューリック株式会社（初代）を吸収合併（逆さ合併）し、ヒューリック株式会社（2代目）に商号を変更した。

## 概要
もともとは生糸メーカーとして発足した会社だが、生糸産業が衰退したことで、その工場跡地をショッピングセンターにして、イトーヨーカドーやジャスコをテナントとするなど保有不動産の活用をしたことから、不動産事業に本格的に参入した。オフィスビル・商業ビル・ホテル等の取得・開発、ならびに所有する物件の管理などを中心に不動産事業を展開していたが、分譲マンションの開発も行っており、同じ芙蓉グループである東京建物や安田不動産などと共同事業を行っていた。
また、2000年に日本で初めて敵対的TOBの標的となった反省から、自社保有の大手企業の株式を中心とした資産を活用する有価証券投資事業を2003年より開始し、中核事業の1つとなっていた。

## 沿革
- 1885年 - 山十製絲創業
- 1931年 - 安田銀行の全額出資により資本金50万円で昭栄製絲株式会社設立。製糸8工場をもって生糸製造業として操業開始
- 1943年 - 商号を昭栄興業株式会社に変更。事業目的に不動産、有価証券、債券の保有利用を加える
- 1948年 - 商号を昭栄製糸株式会社に変更
- 1949年 - 東京証券取引所二部に株式を上場
- 1960年 - 製糸事業の合理化再編成を開始。電子部品の製造を開始
- 1967年 - 事業目的に不動産事業を加える
- 1971年 - 商号を昭栄株式会社に変更
- 1972年 - 本社を現所在地に移転
- 1982年 - 長野県上田市に上田昭栄（現昭栄エレクトロニクス）を設立、沖電気工業と資本提携
- 1995年 - 国内製糸工場での生糸生産を停止、国内製糸事業から撤退
- 1996年 - 昭栄ブラタク絹業を解散、海外生産を停止
- 2000年 - 携帯電話用メモリーバックアップ小型二次電池（PAS電池）量産開始
- 2002年 - 高性能補聴器「美徳」を販売開始
- 2003年
  - 東京証券取引所一部へ上場
  - 上田昭栄に電子機器・部品事業部門を吸収分割させた上で、昭栄エレクトロニクスに商号変更
- 2004年 - 昭栄アセットマネジメントを設立
- 2005年 - 委員会設置会社に移行
- 2008年 - 昭栄アセットマネジメントと安田不動産投資顧問の合併により安田昭栄不動産投資顧問を設立
- 2010年 - 不動産賃貸事業の特別目的会社で、当社の連結子会社である有限会社シルクポートを吸収合併[1]
- 2012年7月1日 - ヒューリック株式会社（初代）を吸収合併し、ヒューリック株式会社（2代目）に商号を変更

## 関連会社
- 株式会社トスマク・アイ
- 安田昭栄不動産投資顧問株式会社 ‐ 安田不動産との共同出資。

## 日本初の敵対的TOB
2000年1月、村上ファンドによる日本初の敵対的TOBが昭栄に対して実施された。2000年頃の不況で業績の振るわなかった昭栄の株価は880円程度であったが、バブル期の不動産取引で得た利益を含め600億円以上の資産を保有していたことから、非常に割安な株価水準となっていた。
そこに目をつけた村上ファンドは昭栄に対して経営改革の必要性を説いたものの、きちんとした対応が得られなかったことから、2000年1月24日にTOBに踏み切った。翌日25日に昭栄より「公開買付けの反対に関するお知らせ」が発表されたことで事実上の「日本初の敵対的TOB」へと発展する。TOB価格は1000円に設定されていたが、すぐに昭栄の株価は上昇してしまいTOBの最終日まで市場価格がTOB価格を上回ったことから、村上ファンド側は昭栄の発行済株式総数の6.52%を確保するにとどまった。また当時筆頭株主だった富士銀行やキヤノンなどがTOBに応じないなど、昭栄の株式は芙蓉グループを中心に持合関係が非常に強固であり、その点もTOB失敗の要因と言われている。

## テレビ番組
- 日経スペシャル ガイアの夜明け 会社は誰のものか 〜大買収時代 株式を巡る攻防〜（2005年7月12日、テレビ東京）[2]